# Championnat d'Europe junior de hockey sur glace 1970
Navigation
Championnat d'Europe junior 1969 Championnat d'Europe junior 1971
Le championnat d'Europe junior de hockey sur glace 1970 est la troisième édition de cette compétition de hockey sur glace junior organisée par la Fédération internationale de hockey sur glace. Il se déroule du 26 décembre 1969 au 2 janvier 1970 à Genève en Suisse. L'Union soviétique conserve titre dans cette compétition, la Tchécoslovaquie et la Suède prenant respectivement l'argent et le bronze .
Indépendamment du championnat, également appelé Groupe A, un Groupe B est joué à Kapfenberg, Leoben et Bruck en Autriche (26 décembre 1969-2 janvier 1970).

## Groupe A

### Résultats
|  | Union soviétique | 9-1 (4-1, 2-0, 3-0) | Allemagne de l'Ouest |  |

|  | Suisse | 2-12 (2-4, 0-6, 0-2) | Tchécoslovaquie |  |

|  | Suède | 10-1 (2-0, 6-0, 2-1) | Allemagne de l'Ouest |  |

|  | Suisse | 2-5 (1-2, 0-0, 1-3) | Finlande |  |

|  | Tchécoslovaquie | 3-1 (1-1, 0-0, 2-0) | Finlande |  |

|  | Union soviétique | 6-5 (3-1, 2-2, 1-2) | Suède |  |

|  | Tchécoslovaquie | 5-2 (1-0, 2-2, 2-0) | Allemagne de l'Ouest |  |

|  | Suisse | 1-14 (0-1, 0-7, 1-6) | Union soviétique |  |

|  | Allemagne de l'Ouest | 0-6 (0-2, 0-3, 0-1) | Finlande |  |

|  | Suisse | 0-20 (0-10, 0-5, 0-5) | Suède |  |

|  | Tchécoslovaquie | 3-2 (0-0, 1-2, 2-0) | Suède |  |

|  | Union soviétique | 7-1 (0-0, 2-1, 5-0) | Finlande |  |

|  | Suisse | 3-7 (2-2, 0-1, 1-4) | Allemagne de l'Ouest |  |

|  | Suède | 6-0 (1-0, 4-0, 1-0) | Finlande |  |

|  | Union soviétique | 5-3 (2-0, 2-2, 1-0) | Tchécoslovaquie |  |

| Clt   | Équipe               | PJ | V | D | N | BP | BC | Diff | Pts |
| ----- | -------------------- | -- | - | - | - | -- | -- | ---- | --- |
| +001, | Union soviétique     | 5  | 5 | 0 | 0 | 41 | 11 | +30  | 10  |
| +002, | Tchécoslovaquie      | 5  | 4 | 1 | 0 | 26 | 12 | +14  | 8   |
| +003, | Suède                | 5  | 3 | 2 | 0 | 43 | 10 | +33  | 6   |
| +004, | Finlande             | 5  | 2 | 3 | 0 | 13 | 18 | -5   | 4   |
| +005, | Allemagne de l'Ouest | 5  | 1 | 4 | 0 | 11 | 33 | -22  | 2   |
| +006, | Suisse               | 5  | 0 | 5 | 0 | 8  | 58 | -50  | 0   |

- Vainqueur du Championnat d'Europe junior 1970
- Relégué dans le Groupe B 1971

### Honneurs individuels
- Meilleur gardien de but : Anton Kehle (Allemagne de l'Ouest)
- Meilleur défenseur : Miroslav Dvořák (Tchécoslovaquie)
- Meilleur attaquant : Anders Hedberg (Suède)

## Groupe B
Le Groupe B se déroule du 26 décembre 1969 au 2 janvier 1970 à Kapfenberg, Leoben et Bruck en Autriche. Engagée dans un premier temps, la Bulgarie déclare forfait.

### Groupe A
|  | Roumanie | 3-0 (0-0, 2-0, 1-0) | Hongrie |  |

|  | Autriche | 5-5 (0-4, 2-1, 3-0) | Norvège |  |

|  | Hongrie | 3-7 (1-2, 0-3, 2-2) | Norvège |  |

|  | Autriche | 1-1 (0-0, 1-1, 0-0) | Roumanie |  |

|  | Norvège | 1-1 | Roumanie |  |

|  | Autriche | 2-1 | Hongrie |  |

| Clt   | Équipe   | PJ | V | D | N | BP | BC | Diff | Pts |
| ----- | -------- | -- | - | - | - | -- | -- | ---- | --- |
| +001, | Norvège  | 3  | 1 | 0 | 2 | 13 | 9  | +4   | 4   |
| +002, | Roumanie | 3  | 1 | 0 | 2 | 5  | 2  | +3   | 4   |
| +003, | Autriche | 3  | 1 | 0 | 2 | 8  | 7  | +1   | 4   |
| +004, | Hongrie  | 3  | 0 | 3 | 0 | 4  | 12 | -8   | 0   |

- Qualifié pour la finale
- Qualifié pour le match pour la troisième place
- Qualifié pour le match pour la cinquième place

### Groupe B
|  | Italie | 3-2 (3-2, 0-0, 0-0) | Yougoslavie |  |

|  | Pologne | 20-0 (7-0, 5-0, 8-0) | Yougoslavie |  |

|  | Italie | 7-5 (2-2, 2-3, 3-0) | Pologne |  |

| Clt   | Équipe      | PJ | V | D | N | BP | BC | Diff | Pts |
| ----- | ----------- | -- | - | - | - | -- | -- | ---- | --- |
| +001, | Italie      | 2  | 2 | 0 | 0 | 10 | 7  | +3   | 4   |
| +002, | Pologne     | 2  | 1 | 1 | 0 | 25 | 7  | +18  | 2   |
| +003, | Yougoslavie | 2  | 0 | 2 | 0 | 2  | 23 | -21  | 0   |

- Qualifié pour la finale
- Qualifié pour le match pour la troisième place
- Qualifié pour le match pour la cinquième place

### Matchs de classement
- Match pour la cinquième place

|  | Autriche | 3-0 (1-0, 0-0, 2-0) | Yougoslavie |  |

- Match pour la troisième place

|  | Pologne | 7-1 (0-1, 2-0, 5-0) | Roumanie |  |

- Finale

|  | Norvège | 8-0 (1-0, 1-0, 6-0) | Italie |  |

### Classement final
La Norvège est promue dans le Groupe A 1971.
|   | Équipe      |
| - | ----------- |
| 1 | Norvège     |
| 2 | Italie      |
| 3 | Pologne     |
| 4 | Roumanie    |
| 5 | Autriche    |
| 6 | Yougoslavie |
| 7 | Hongrie     |